# 劳雷尔 (特拉华州)
劳雷尔（英語：Laurel），是美国特拉华州苏塞克斯县（Sussex）下属的一座城镇，面积为7.44平方公里，其中7.21平方公里为陆地，另外0.24平方公里为水域。2011年的数据显示该地有人口3,769人。论人口在本州排行第12。